# VALKYRIE 02
VALKYRIE 02（ヴァルキリー・ツー）は、日本の女子総合格闘技イベント「VALKYRIE」の大会の一つ。2009年4月25日、東京都江東区有明のディファ有明で開催された。

## 大会概要
メインイベントではヴァルキリー女子フェザー級初代王者決定戦が行われ、辻結花がホイス・グレイシーの弟子でもあるケイト・マルティネスに一本勝ちし、初代王者となった。
その王者・辻への挑戦権を賭けたヴァルキリー女子フェザー級次期挑戦者決定トーナメントの準決勝2試合が行われ、V一と高林恭子が決勝進出を決めた。

## 試合結果
第1試合 女子ウェルター級 ノーヴィスルール 3分2R
○  佐藤瑞穂 vs.  森雅絵 ×
1R 2:28 腕ひしぎ十字固め
第2試合 46.8kg契約 ヴァルキリールール 3分3R
○  大室奈緒子 vs.  SACHI ×
1R 2:48 TKO（レフェリーストップ：スタンドパンチ＆膝蹴り）
第3試合 ヴァルキリー女子フェザー級次期挑戦者決定トーナメント 準決勝 ヴァルキリールール 3分3R
○  V一 vs.  藤野恵実 ×
3分3R終了 判定3-0
第4試合 ヴァルキリー女子フェザー級次期挑戦者決定トーナメント 準決勝 ヴァルキリールール 3分3R
○  高林恭子 vs.  WINDY智美 ×
1R 1:41 チョークスリーパー
第5試合 セミファイナル 女子ウェルター級 ヴァルキリールール 3分3R
○  端貴代 vs.  米沢知佐 ×
2R 1:43 チョークスリーパー
第6試合 メインイベント ヴァルキリー女子フェザー級初代王者決定戦 ヴァルキリールール 5分3R
○  辻結花 vs.  ケイト・マルティネス ×
1R 4:20 腕ひしぎ十字固め
辻が初代王者となった。